# アルトゥル・ジミイェフスキ (映画監督)
アルトゥル・ジミイェフスキ（Artur Żmijewski、1966年5月26日 - ）は、ポーランドの映画監督。